# Laszczki
Laszczki [pronunciación en polaco: /ˈlaʂt͡ʂki/] es un pueblo en el distrito administrativo de Gmina Raszyn, dentro del Distrito de Pruszków, Voivodato de Mazovia, en el centro-este de Polonia. Se encuentra aproximadamente 5 kilómetros al sur de Raszyn, 10 kilómetros al sudeste de Pruszków, y 13 kilómetros al sudoeste de Varsovia.